# Josiah Ritchie
Josiah George Ritchie (ur. 18 października 1870 w Westminster, zm. 28 lutego 1955 w Ashford)  – brytyjski tenisista, trzykrotny medalista olimpijski i dwukrotny mistrz Wimbledonu w grze podwójnej.

## Kariera tenisowa
W grze pojedynczej Wimbledonu osiągnął w 1909 roku finał Challenge Round, w którym przegrał z Arthurem Gorem.
W grze podwójnej Ritchie dwa razy odniósł zwycięstwo na Wimbledonie, w 1908 i 1910 roku, w obu edycjach startując w parze z Anthonym Wildingiem. W 1911 roku grał również w przegranym finale, w parze z Wildingiem.
W 1908 roku wystartował w igrzyskach olimpijskich w Londynie, triumfując w grze pojedynczej, zdobywając srebrny medal w grze podwójnej oraz brązowy medal w singlu rozgrywanym w hali. Medal w deblu wywalczył wspólnie z Jamesem Parkiem.

### Finały w turniejach wielkoszlemowych

#### Gra pojedyncza (0–1)
| Końcowy wynik | Nr | Data | Turniej           | Nawierzchnia | Przeciwnik  | Wynik finału            |
| ------------- | -- | ---- | ----------------- | ------------ | ----------- | ----------------------- |
| Finalista     | 1. | 1909 | Wimbledon, Londyn | Trawiasta    | Arthur Gore | 8:6, 6:1, 2:6, 2:6, 2:6 |

#### Gra podwójna (2–1)
| Końcowy wynik | Nr | Data | Turniej           | Nawierzchnia | Partner         | Przeciwnicy                       | Wynik finału            |
| ------------- | -- | ---- | ----------------- | ------------ | --------------- | --------------------------------- | ----------------------- |
| Zwycięzca     | 1. | 1908 | Wimbledon, Londyn | Trawiasta    | Anthony Wilding | Arthur Gore Herbert Roper-Barrett | 6:1, 6:2, 1:6, 9:7      |
| Zwycięzca     | 2. | 1910 | Wimbledon, Londyn | Trawiasta    | Anthony Wilding | Arthur Gore Herbert Roper-Barrett | 6:1, 6:1, 6:2           |
| Finalista     | 1. | 1911 | Wimbledon, Londyn | Trawiasta    | Anthony Wilding | Andre Gobert Max Décugis          | 7:9, 7:5, 3:6, 6:2, 2:6 |